# زیردریایی روسی کورسک
ک-۱۴۱ کورسک، یک زیردریایی اتمی کلاس اسکار ۲ در نیروی دریایی روسیه بود. این زیردریایی در ۱۲ اوت ۲۰۰۰ در دریای بارنتز غرق شد. این زیردریایی بزرگ دارای موشکهای بالستیک، از کلاس آنتی - با نام ناتو: اسکار۲ - بود. نام روسی این زیردریایی (به روسی: Атомная подводная лодка «Курск) به معنی «زیردریایی اتمی کورسک» بود. واژه کورسک از شهر کورسک روسیه گرفته شده که در آن بزرگترین نبرد تانک تاریخ جنگ جهانی دوم در ۱۹۴۳، اتفاق افتاده است.

## ساخت
ساخت این زیر دریایی در سال ۱۹۹۰ آغاز و در سال ۱۹۹۴ به پایان رسید.

## کاربرد
این زیردریایی در پنج سال نخست خدمت خود، تنها یک مأموریت شش‌ماهه در تابستان سال ۱۹۹۹ انجام داد که ماموریتش زیرنظر گرفتن ناوگان ششم نیروی دریایی ایالات متحده آمریکا در دریای مدیترانه بود.

## انفجار

### چگونگی
گفته می‌شد که ملوانان این زیردریایی به خاطر عدم فعالیت در پنج سال، توان جنگی کافی نداشتند و برای همین، دولت روسیه تصمیم گرفت آن را در مانوری شرکت دهد. در نخستین روز تمرین Summer-X، کورسک، موشک گرانیت با کلاهک مشقی را با موفقیت شلیک کرد. دو روز بعد یعنی در ۱۲ اوت، خدمه، آماده پرتاب دو موشک دیگر می‌شدند که انفجاری در داخل زیردریایی رخ داد و ۱۳۵ ثانیه بعد انفجار دیگری زیردریایی را لرزاند. این انفجار سوراخی بزرگ در بدنه ایجاد کرد و در وحله اول همگی ۱۱۹ خدمه به جز ۲۳ نفر را کشت: 208  و زیردریایی را به انتهای دریا فرستاد.

### تلاش برای نجات
هرچند که آمریکا، بریتانیا و نروژ، پیشنهاد کمک خود برای نجات زیردریایی مطرح کردند ولی روسیه آن‌ها را رد کرد و در نهایت همه ۱۱۹ خدمه زیردریایی شامل ۹۶ نفر در انفجار نخست و ۲۳ نفر در روزهای آتی کشته شدند.